# Museum Schnütgen
Museum Schnütgen er et museum i Köln, Tyskland for kristen religiøs kunst, hovedsageligt fra middelalderen, men dele af samlingen såsom tekstiler og print går fra antikken til moderne tid. I 1906 blev Alexander Schnütgens samling doneret til byen, og den fortsatte med at blive udvidet, så indtil indvielse af en ny bygning i 2010, var det kun omkring 10 % af de ca. 13.000 genstande, der kunne fremvises. I dag udstilles omkring 2.000 genstande på museet i det omkring 1.900 m2 galleri med yderligere 1.300 m2 til særudstillinger. Schnütgen (1843–1918) var en katolsk præst og teolog som folk ifølge museets hjemmeside "fortæller historier om hans nidkære og undertiden listige indsamlingstaktik".
Siden 1956 har museet ligget i en stor romansk kirke St. Cäcilien i Köln, der blev grundlagt i 881. Den nuværende bygning er dateret til 1130–60, med vægmalerier fra omkring 1300. Et anneks, der blev bygget af arkitekten Karl Band blev tilføjet i 1950'erne, og nye bygninger (en del af Kulturquartier) åbnede i 2010.

## Udstilling
Blandt samlingens vigtigste genstande er den romanske tympanon fra St Cecilia selv, flere store træ-krucifikser, inklusiv St Georges Kors fra 1000-tallet, samt en stor samlinge tidlige bronzekros, inklusiv det eneste andet værk, som blive tilskrevet Rainer of Huy udover hans Liège døbefonten. Museet har et sent karolingisk evangelie fra 860–880, og et enkelt ark fra engelske St. Albans Psalter. "St Heriberts Kam" er en kam i elfenben fra 800-tallet, og "Harrach Diptych" er karolingisk elfenben fra ca. 810 (lån fra Ludwig-samlingen). Elfenben, glasmosaik, tekstiler inklusive liturgiske klæder, metalarbejde og malerier er alle repræsenteret i samlingen.

### Særudstillinger
Alexander Schnütgen havde organiseret betydningsfulde udstillinger af sin samling, mens den stadig var i privateje, og fra 1970'erne har museet arrangeret flere skelsættende udstillinger af middelalderlig kunst:
- Rhein und Maas (1972, Mosankunst)
- Monumenta Annonis – Köln und Siegburg. Weltbild und Kunst im hohen Mittelalter (1975)
- Die Parler und der schöne Stil 1350–1400, Europäische Kunst unter den Luxemburgern (1978)
- Ornamenta Ecclesia – Kunst und Künstler der Romanik  (1985, Romansk metalarbejde og andet kirkekunst)
- Himmelslicht. Europäische Glasmalerei im Jahrhundert des Kölner Dombaus (1248–1349) (1998, glasmosaik).

De enorme kataloger for disse udstilling, hvor af nogle består af tre bind, er fortsat vigtige referencetekster. Kataloger over den permanente udstilling på museet bliver udgivet i adskillige bind. En vandreudstilling med genstande fra museet har også været i USA i 2000, hvortil der blev fremstillet et katalog på engelsk.

## Yderligere læsning
- Netzer, Nancy; Reinburg, Virginia, Fragmented devotion: medieval objects from the Schnütgen Museum, Cologne (katalog over udstillinger), McMullen Museum of Art, Boston College, 2000, ISBN 1-892850-01-X, 9781892850010,

50°56′05″N 6°57′05″Ø / 50.934714°N 6.951439°Ø